# Prolegomena (časopis)
Prolegomena - časopis za filozofiju hrvatski je filozofski je znanstveni časopis.
Časopis su 2002. godine pokrenuli i izdaju ga Udruga za promicanje filozofije i Hrvatski studiji Sveučilišta u Zagrebu. U časopisu se objavljuju članci iz svih područja suvremene filozofije, povijesti filozofije, te oni koji nastoje oko povezivanja povijesnog pristupa i trenutnih filozofskih kretanja. Časopis pozornost posvećuje razmjeni ideja između filozofa različitih teoretskih orijentacija, te interdisciplinarnom istraživanju međusobnog odnosa filozofije, društvenih i prirodnih znanosti.
Časopis izlazi dva puta godišnje i objavljuje oglede na hrvatskom, engleskom i njemačkom jeziku. Pored ogleda objavljuju se i recenzije knjiga, kraći tekstovi vezani uz zbivanja u filozofskoj zajednici i prate se novoizašla filozofska izdanja hrvatskih nakladnika. Glavni urednik je Dušan Dožudić.

## Vanjske poveznice
Mrežna mjesta
- Prolegomena, na stranicama Udruge za promicanje filozofije
- Prolegomena, na Hrčku